# Les Roises
Les Roises település Franciaországban, Meuse megyében. Lakosainak száma 27 fő (2022. január 1.). Les Roises Vouthon-Haut, Seraumont, Vaudeville-le-Haut, Domrémy-la-Pucelle és Greux községekkel határos.

## Népesség
A település népességének változása:
| Lakosok száma | 32   | 34   | 40   | 40   | 31   | 30   | 30   | 29   | 28   | 27   |
|               | 1968 | 1982 | 1990 | 2006 | 2013 | 2015 | 2017 | 2019 | 2020 | 2022 |